# Alopecosa hingganica
Alopecosa hingganica là một loài nhện trong họ Lycosidae.
Loài này thuộc chi Alopecosa. Alopecosa hingganica được Guo Tang, Urita & Da-xiang Song miêu tả năm 1993.